# 黑种草
黑种草为毛茛科黑种草属下的一个种。

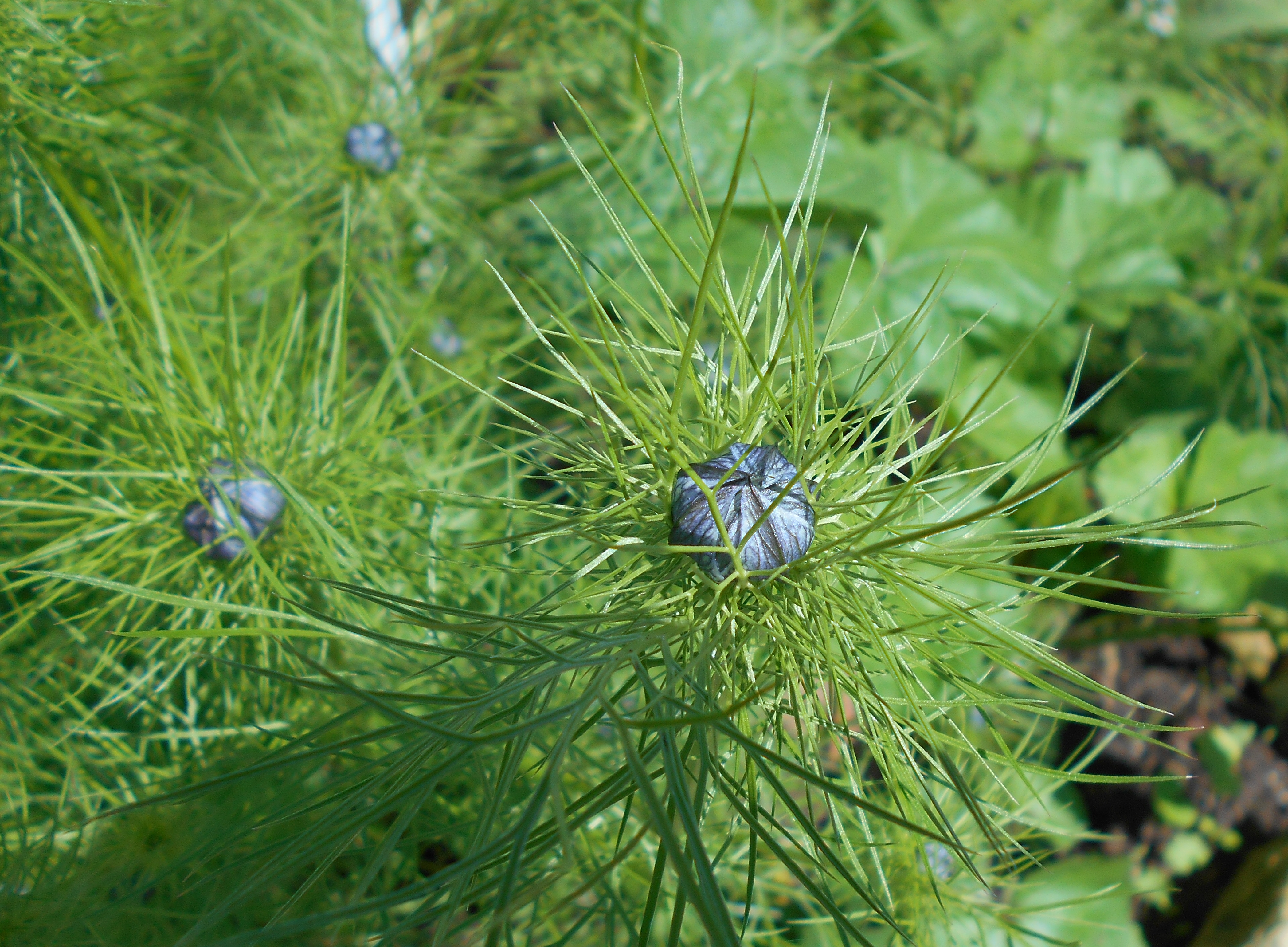
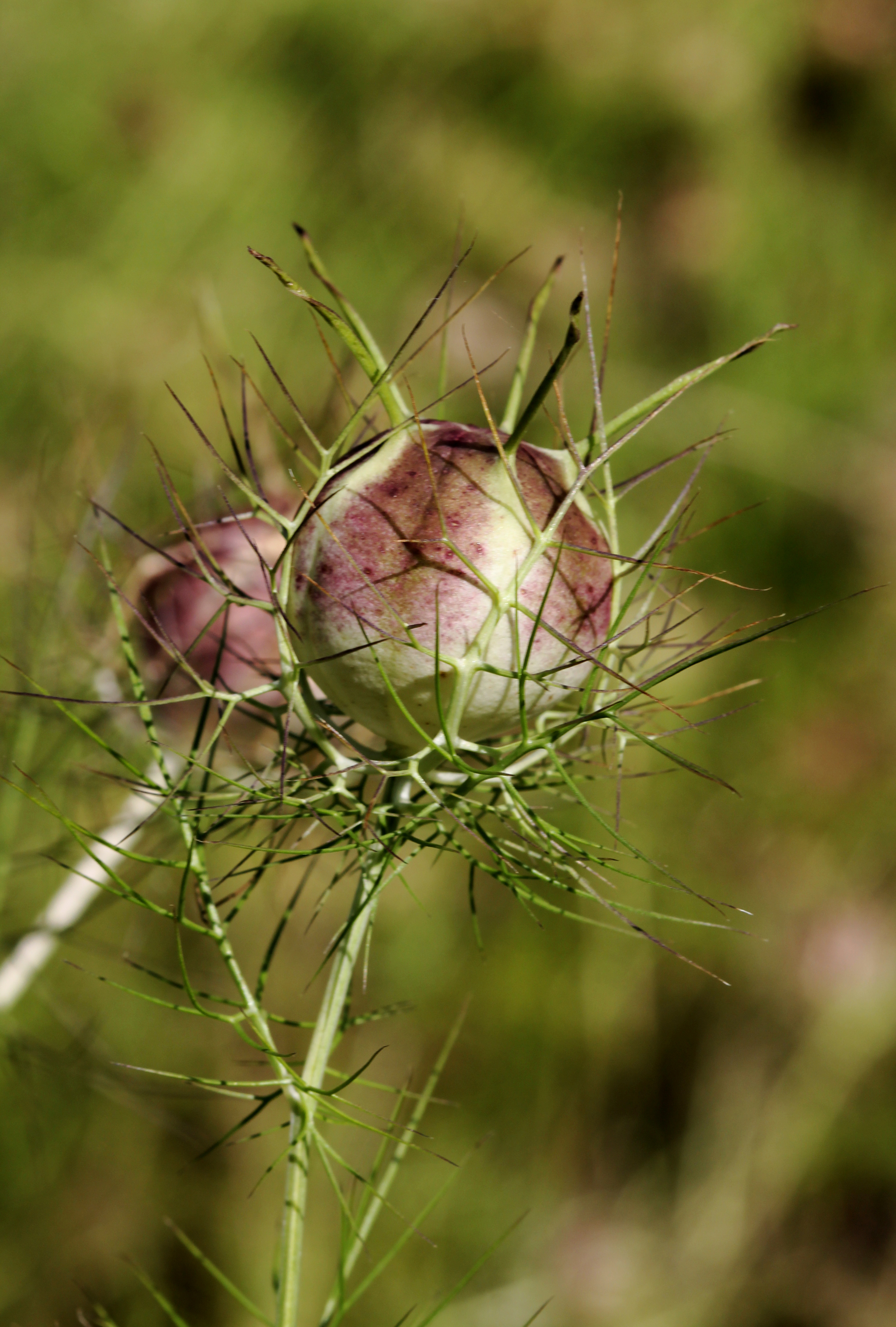
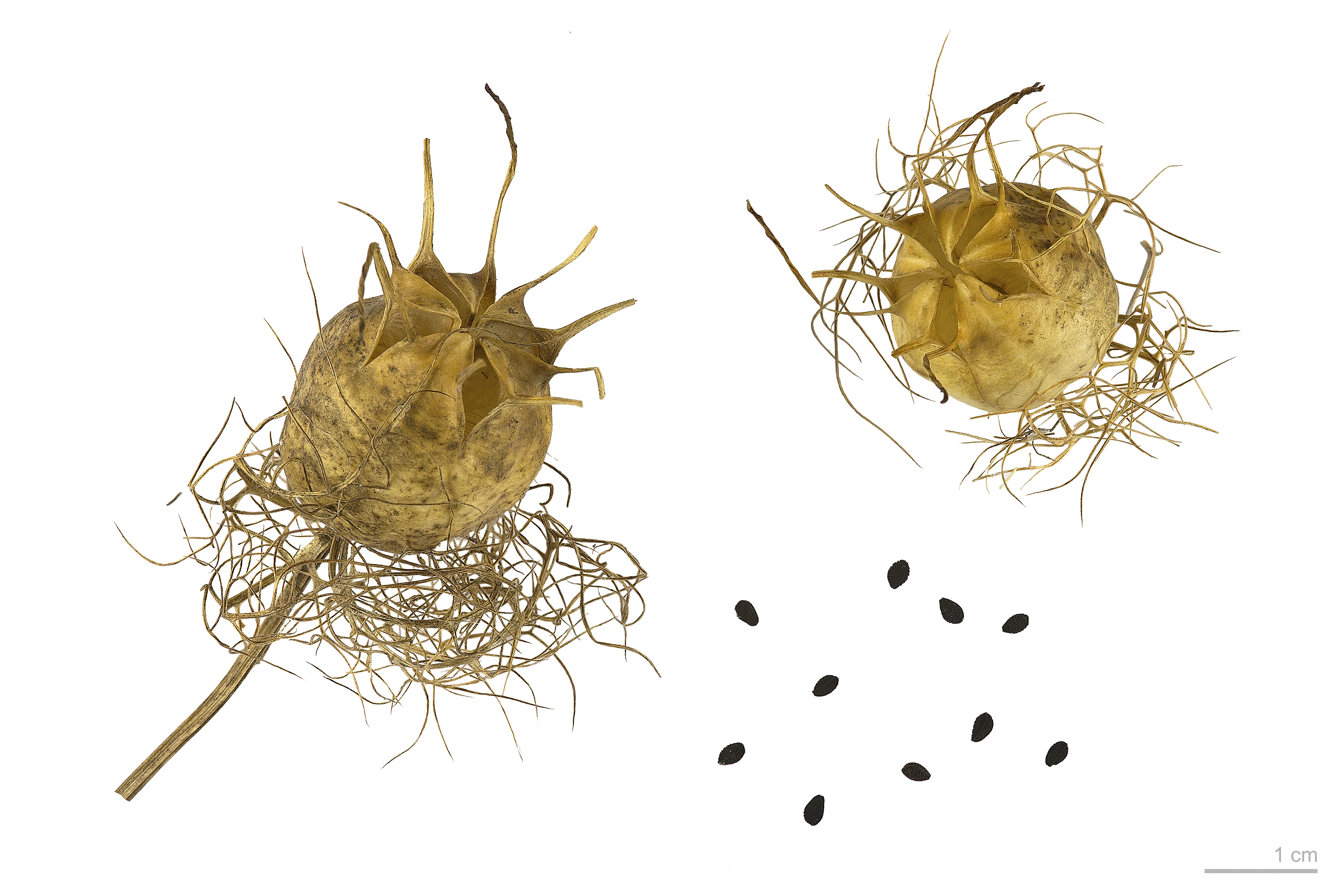

## 扩展阅读
維基物種上的相關：黑种草